# Хантертаун (Индијана)
Хантертаун (енгл. Huntertown) град је у америчкој савезној држави Индијана.

## Демографија
По попису из 2010. године број становника је 4.810, што је 3.039 (171,6%) становника више него 2000. године.
| Група             | 2000.         | 2010.         |
| Белци             | 1.721 (97,2%) | 4.445 (92,4%) |
| Афроамериканци    | 12 (0,7%)     | 68 (1,4%)     |
| Азијати           | 12 (0,7%)     | 94 (2,0%)     |
| Хиспаноамериканци | 17 (1,0%)     | 112 (2,3%)    |
| Укупно            | 1.771         | 4.810         |